# Hrabstwo Genesee (Michigan)
Hrabstwo Genesee (ang. Genesee County) – hrabstwo w stanie Michigan w Stanach Zjednoczonych. Obszar całkowity hrabstwa obejmuje powierzchnię 649,34 mil2 (1681,80 km²). Według danych z 2010 r. hrabstwo miało 425 790 mieszkańców. Hrabstwo powstało 28 marca 1835 roku, a jego nazwa pochodzi od Hrabstwa Genesee w stanie Nowy Jork, skąd pochodzili osadnicy na tych ziemiach.

## Sąsiednie hrabstwa
- Hrabstwo Tuscola (północny wschód)
- Hrabstwo Lapeer (wschód)
- Hrabstwo Oakland (południowy wschód)
- Hrabstwo Livingston (południowy zachód)
- Hrabstwo Shiawassee (zachód)
- Hrabstwo Saginaw (północny zachód)

## Miasta
- Burton
- Clio
- Davison
- Fenton
- Flint
- Flushing
- Grand Blanc
- Linden
- Montrose
- Mount Morris
- Swartz Creek

## Wioski
- Gaines
- Goodrich
- Lennon
- Otisville
- Otter Lake

## CDP
- Argentine
- Beecher
- Lake Fenton